# 湯瑪斯日記
《湯瑪斯日記》（英語：Tomislav's Diary）是一部2018年上映的台灣美國合拍片，故事講述了一個賽爾維亞廚師拯救克羅埃西亞戰俘的故事。南斯拉夫內戰前夕，一名克羅埃西亞大廚逃往匈牙利尋找失散家人，途中遭到賽爾維亞軍俘虜。因深怕無法度過戰爭，期間他留下不少家書給每位家庭成員。本片根據多位克羅埃西亞獨立戰爭罹難者的真實日記改編。
該片由前金馬獎主席焦雄屏監製，劉維泰編導，改編自克羅埃西亞戰時日記，該片入選美國洛杉磯派拉蒙製片廠舉辦的派拉蒙國際影展，是9部電影中最受歡迎的一部，並獲收藏於塞爾維亞的電影資料博物館。

## 演員
- 史蒂芬·維蘭（英语：Steven Vulin） 飾演 湯瑪斯·克萊
- 韋德·瑞迪克（英语：Ved Redic）  飾演 格蘭·伊萬諾夫
- 達尼亞  飾演 德拉甘·兹拉坦
- 馬克·馬蒙（英语：Mark Mammone） 飾演 史迪柏·佩爾皮克
- 彼得·大衛森（英语：Peter Davidson） 飾演 賽爾維亞長官
- 安德魯·史迪高（英语：Andrew Stiko） 飾演 米蘭·寇維科
- 賽曼·巴迪艾（英语：Sauman Badie） 飾演 柳博米爾·德拉戈米爾
- 狄亞哥·亞伯拉德（英语：Diego Abelard） 飾演 斯雷奇科·朱察

## 製作團隊
- 監製：焦雄屏
- 製片：焦靜雯 / 韋德·瑞迪克
- 導演：
- 編劇：劉維泰
- 副導演：張浩
- 攝影總監：艾力克斯·葛里芬
- 美術設計：焦竟翟
- 美術助理：徐荻佑
- 剪接：劉維泰
- 調光公司：台北影業
- 後期處理：張宇廣
- 電影配樂：余政憲
- 配樂製作公司：杰瑞音樂有限公司
- 音效製作公司：杰瑞音樂有限公司

## 制作

### 构想和改编
本片是根據導演紐西蘭好友南斯拉夫作家阿立富‧基奴薩尼克（Arif Kljucanin ）一家人的戰時故事改編，阿立富一家於90年代來到紐西蘭，家族逾半在內戰中喪生。導演聽著這家人的逃難故事長大，但由於紐西蘭的製作條件不足，一直要到2018年透過加州克羅埃西亞天主教堂與賽爾維亞東正教教堂的跨度合作，才終於讓本片得以問世。

## 外部連結
- 《湯瑪斯日記》IMDb  （页面存档备份，存于）